# Cercopithecus hamlyni kahuziensis
Cercopithecus hamlyni kahuziensis é uma subespécie do Cercopithecus hamlyni .

## Habitat
Acredita-se que a subespécie habite áreas montanhosas, como o pico Kahuzi-Biega, que está localizado no Parque Nacional de Kahuzi-Biega, na República Democrática do Congo.
1. ↑  «Hamlyns monkey (Cercopithecus hamlyni) - JungleDragon». www.jungledragon.com (em inglês). Consultado em 2 de maio de 2024